# Fusté (motocicleta)
Fusté fou una marca catalana de motocicletes, fabricades a Barcelona entre 1924 i 1929 per Juli Fusté, un conegut pilot de velocitat, equipades amb motors DKW i Villiers principalment. La producció total de l'empresa ha estat quantificada en unes 50 unitats.
A partir de 1929, Fusté es dedicà a la reparació de vehicles i a produir bastidors per a altres fabricants.

## J.F.C. (1930 - 1936)
De 1930 a 1936, Fusté fabricà motocicletes amb la marca comercial J.F.C., passant a fabricar-ne amb marca Fusté un altre cop un cop acabada la guerra civil espanyola.
L'any 1953 cedí el seu permís de fabricació per a les motocicletes Olimpic, i a partir de 1955 per a les Delfín.